# Bloom (KATSUMIのアルバム)
『Bloom』（ブルーム）は、KATSUMIの15枚目の会場限定CD。

## 内容
ライブ会場限定で販売されている会場限定CDの15作目。
公式ファンクラブ「Hip Bird Club」会員のみ、ファンクラブ運営の通信販売にて購入することができる。
ディスクはCD-R仕様となっている。
新曲が収録されている。

## 収録曲
特記以外作詞・作曲・編曲：KATSUMI
1. Sakura Sakura
新曲。映画『さくら、さくら 〜サムライ化学者・高峰譲吉の生涯〜』エンディング・テーマ。
2. Get the Point
作曲：石川洋
1stオリジナル・アルバム『SHINING』収録楽曲を新録。
3. TRY - 君がいるから
作曲：石川洋
1stベスト・アルバム『LINKAGE』収録楽曲を新録。